# Sarah Eichler
Sarah Eichler (* 30. Juni 1987 in Neustadt in Holstein) ist eine deutsche Volleyball- und Beachvolleyballspielerin.

## Karriere Halle
Eichler spielte in ihrer Jugend seit 1999 Hallenvolleyball beim heimatlichen TSV Neustadt. Später spielte die Außenangreiferin in der Regionalliga Nord beim TuS Holtenau und ab 2005 bei der FT Adler Kiel, mit der sie 2009 in die 2. Bundesliga aufstieg und dort eine Saison für den Kieler TV spielte. 2010/11 spielte Eichler beim Ligakonkurrenten SG Rotation Prenzlauer Berg.

## Karriere Beach
Eichler spielte seit 2002 Beachvolleyball auf schleswig-holsteinischen und später auch auf deutschen Jugendmeisterschaften. Mit Janina Krohe wurde sie hier 2004 in Kiel deutsche U19- und am Bostalsee deutsche U18-Vizemeisterin. 2005 war Katharina Schillerwein ihre Partnerin. Eichler/Schillerwein starteten auf den nationalen Turnierserien und belegten bei der U19-Weltmeisterschaft im französischen Saint-Quay-Portrieux Platz fünf. 2006 spielte Eichler auf der Smart Beach Tour, vorwiegend an der Seite von ihrer Mannschaftskameradin Katharina Hinrichsen. 2007 legte sie eine Pause am Beach ein und spielte auch 2008 lediglich zwei Turniere mit Katharina Schillerwein. 2009 war Kathrin Rübensam ihre neue Partnerin, mit der sie in Kiel deutsche Hochschulmeisterin wurde. An ihrer ersten deutschen Meisterschaft in Timmendorfer Strand nahm Eichler erneut an der Seite von Katharina Schillerwein teil. 2010 spielte Eichler mit verschiedenen Partnerinnen auf nationalen Turnieren. 2011 war an der Seite von Sarah Hoppe Eichlers erfolgreichstes Jahr am Beach. Eichler/Hoppe belegten Platz drei beim Smart Beach Cup in Heidelberg, Platz vier beim Smart Super Cup in Sankt Peter-Ording sowie Platz 13 bei der deutschen Meisterschaft in Timmendorfer Strand. Nach einigen weiteren Turnieren mit Sarah Hoppe beendete Eichler im Sommer 2012 ihre Beach-Karriere.

## Beruf
Eichler studierte Sport an der Christian-Albrechts-Universität zu Kiel und ist heute Sportwissenschaftlerin an der Universität Potsdam.